# Sofienstraße 11 (Heidelberg)

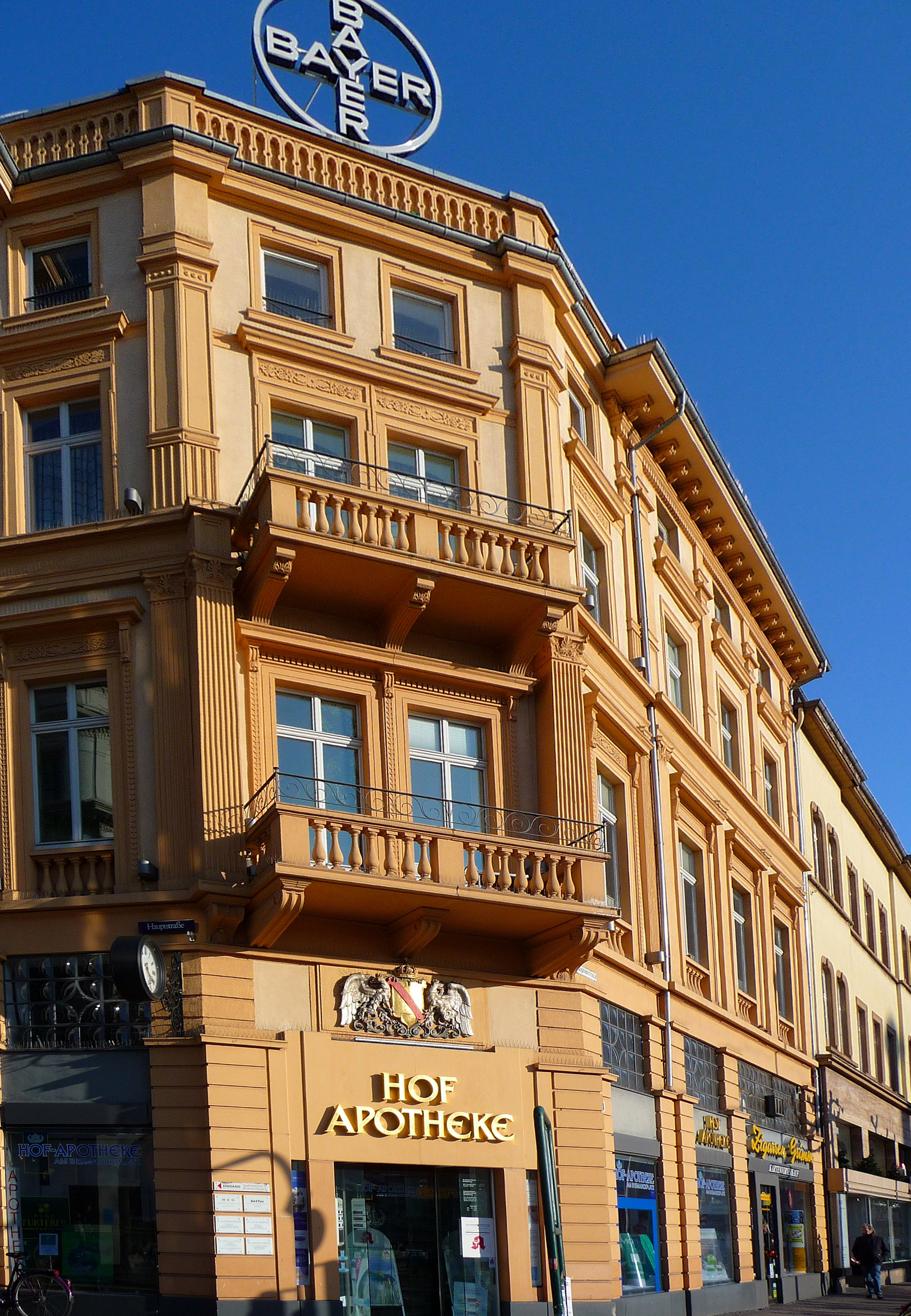
Hof-Apotheke

Das Wohn- und Geschäftshaus Sofienstraße 11 ist ein denkmalgeschütztes Gebäude in Heidelberg.
Es befindet sich an der Ecke Sofienstraße/Hauptstraße und bildet das südliche Entrée in die Hauptstraße, die wichtigste Straße der Heidelberger Altstadt. Das dreigeschossige spätklassizistische Gebäude wurde um 1868 als Hotel gebaut. Schon zehn Jahre später folgte die Umnutzung zur Hof-Apotheke. Die aufwändige Fassadengliederung orientiert sich an der italienischen Palastarchitektur. Das großherzoglich-badische Wappen über dem Eingang an der abgeschrägten Ecke stammt aus dem Jahr 1911, darüber befinden sich zwei Balkone.